# Petronela
Petronela – imię żeńskie, pierwotnie będące formą zdrobniałą imienia Petronia.
W przeszłości występowało także w formach Petronella i Petrunela. 
Petronela imieniny obchodzi 1 maja i 31 maja.
Znane osoby noszące imię Petronela:
- Święta Petronela
- Petronela Aragońska
- Petronėlė Gerlikienė (1905–1979) – litewska artystka ludowa.